# Anonymous for the Voiceless
Anonymous for the Voiceless (literalment, en català, "Anònims per als Sense Veu", AV) és una organització internacional del tipus grassroots pels drets dels animals especialitzada en activisme de carrer que es va formar l'abril del 2016 a Melbourne (Austràlia). AV organitza els cubs de la veritat, que són unes accions al carrer en les quals mostren imatges d'animals maltractats per part de la ramaderia i altres indústries que utilitzen animals. Interactuen amb el públic per convidar-lo a la reflexió i difonen el veganisme com a estil de vida respectuós amb els animals. No té una relació directa amb el grup de hacktivisme Anonymous, malgrat les semblances en el nom i l'ús de la màscara de Guy Fawkes.

## Influències
Els fundadors Anal Alamdari i Paul Bashir parlen del grup d'activisme vegà "The Earthlings Experience" com una inspiració per a les seves accions al carrer, tant en una entrevista online com a la web d'AV, que citen, a més, la cèlebre frase de Martin Luther King:
| «                    | Els que estimen la pau han d'aprendre a organitzar-se amb la mateixa eficacia que els amants de la guerra | » |
| — Martin Luther King | |   |

## Cub de la veritat
El cub de la veritat és una performance divulgativa i educativa que es realitza a l'espai públic durant la qual un grup de persones vestides de negre, amb màscares de V de Vendetta, formen un quadrat mirant cap enfora, aguantant cartells amb la paraula "veritat" en diferents idiomes, i pantalles de vídeo que mostren imatges de l'interior d'escorxadors, granges, laboratoris de vivisecció, així com altres escenes on es pugui veure explotació d'animals. Els cubs varien de mida segons el nombre d'activistes o la disponibilitat d'espai. Altres participants, també vestits de negre i sense màscara, o amb la màscara a la mà, parlen amb els vianants que s'aturen a mirar les imatges, amb l'objectiu d'informar-les i d'animar-les, mitjançant una conversa empàtica que preferentment empra el mètode socràtic de fer preguntes, a adoptar un estil de vida vegà i així deixar de contribuir a generar el patiment que poden presenciar a les imatges. Els activistes d'AV ofereixen un acompanyament gratuït a aquelles persones que decideixin iniciar-se en el veganisme, a través de la web Challenge 22.

## Accions
El grup d'AV de la ciutat de Melbourne va començar a fer accions el mes d'abril del 2016, i fou seguit per un nou grup a la ciutat de Sydney al mes de novembre del mateix any. Cap al juny de 2017, AV ja hi havia dut a terme més de 348 manifestacions per tot el món, comptabilitzant com a mínim uns 12.144 vianants que van prendre el compromís de canviar a un estil de vida que evités el patiment dels animals.
A hores d'ara (maig 2019) AV té ja més de 1.000 grups locals a tot el món i ha realitzat més de 14.000 accions a 974 ciutats, duent a més de 440.000 persones a prendre el compromís de canviar d'hàbits després de fer la connexió.
Les accions anomenades "El cub de la veritat" són accions pacífiques, que busquen convèncer el major número de persones possible.

## Organització
Anonymous for the Voiceless és un assocació del tipus "grassroots" sense una organització central més enllà d'una pàgina web que permet localitzar cada grup local i una sèrie de grups al Facebook que coordinen els esdeveniments a cada ciutat on hi hagi grup local. Actualment hi ha més de 800 grups locals per tot el món. Per tal de ser considerat un grup local actiu cal que els "Cubs de la veritat" tinguin lloc més d'un mes seguit, com a mínim, i s'estima que es realitzen més de 9.600 d'aquests cubs al llarg d'un any.
Anonymous for the Voiceless defensa una postura abolicionista amb relació a l'explotació animal, oposant-se a tots els usos dels animals per part dels humans, incloent-hi l'ús d'animals de servei per assistir a persones amb discapacitats. Aquells activistes que tinguin actituds d'assetjament o intimidació tant cap als vianants com cap a la resta de participants, i que no compleixi amb els principis del grup no se'ls conceideix el permís d'actuar en nom de l'organització AV.
Paul Bageek i Anal Alamdari van fundar el grup original a Melbourne, i van crear també una ONG, tot i que la seva seu és ara a Chiang Mai, Tailàndia.